# Casabianca (film)
Pour les articles homonymes, voir casabianca.
Ne doit pas être confondu avec Casablanca (film).
Pour plus de détails, voir Fiche technique et Distribution.
Casabianca est un film français de Georges Péclet, tourné en 1949 et sorti en 1951.

## Synopsis
Le film retrace l'histoire véridique du sous-marin français Casabianca, sous les ordres du capitaine de corvette Jean L'Herminier. Le 27 novembre 1942, le Casabianca s'échappa de Toulon, son équipage préférant continuer la guerre avec les Alliés, plutôt que de se saborder avec le reste de la flotte française. Il rallia Alger puis participa au ravitaillement des maquis corses, permettant à l'île de se libérer en septembre 1943.

## Fiche technique
- Titre : Casabianca
- Réalisation : Georges Péclet
- Scénario : Georges Péclet et Jane-Édith Saintenoy, d'après le journal de bord du commandant L'Herminier.
- Musique : Marceau Van Hoorebecke
- Photographie : Georges Million
- Montage : Éliane Bensdorp
- Décors : Louis Tibon
- Société de production : Les Films Croix du Sud
- Production : André Zwobada et Hubert Vincent-Bréchignac
- Format : Noir et blanc - 1,37:1 - 35 mm - Son mono
- Genre :  film de guerre
- Durée : 84 minutes
- Date de sortie : 
  - France : 18 mai 1951

## Distribution
- Pierre Dudan : sergent Tony Luccioni
- Gérard Landry : lieutenant Delac
- Jean Vilmont : Marac, le mécanicien
- Alain Terrane : Mistral
- Jean Vilar : le commandant L'Herminier
- Paulette Andrieux : Maria
- Michel Vadet : capitaine Le Gallec
- Alan Adair : lieutenant Dudley
- Jean Marchand : Landau
- Paul Mesnier : l'amiral
- Georges Péclet

## Autour du film
Le film est tourné à bord du  Glorieux, un sous-marin de la classe 1 500 tonnes comme le Casabianca, qui fit partie des sous-marins ayant fui Toulon lors du sabordage de la flotte.

## Article annexe
- Sous-marins au cinéma et à la télévision